# Monkey Island (The J. Geils Band)
Monkey Island è il nono album dei The J. Geils Band, uscito nel 1977.

## Tracce
1. Surrender – 3:49
2. You're the Only One – 3:05
3. I Do (Mason, Johnny Paden, Frank Paden, Alfred Smith, Willie Stephenson) – 3:09
4. Somebody – 5:13
5. I'm Falling – 5:41
6. Monkey Island – 9:02
7. I'm Not Rough (Louis Armstrong) – 3:03
8. So Good – 3:19
9. Wreckage – 5:23